# Piotr Sułkowski
Piotr Sułkowski – polski fizyk teoretyczny i matematyczny, profesor; doktor habilitowany nauk fizycznych, pracownik Instytutu Fizyki Teoretycznej Wydziału Fizyki Uniwersytetu Warszawskiego (IFT FUW) i kierownik tamtejszej Katedry Kwantowej Fizyki Matematycznej. Zatrudniony również w California Institute of Technology (Caltech); popularyzator nauki.
Specjalności Sułkowskiego w fizyce teoretycznej i matematycznej to aspekty kwantowej teorii pola i teorii strun. Zajmował się też biofizyką molekularną, zwłaszcza topologicznymi własnościami białek i RNA. Popularyzował fizykę m.in. prowadząc inicjatywę „Zapytaj fizyka” – obejmującą portal internetowy i organizowane na Wydziale Fizyki UW wykłady popularne różnych naukowców, także zagranicznych i bardzo uznanych. Laureat nagród za upowszechnianie wiedzy – tytułu „Popularyzator Nauki” od PAP i MNiSW (2016) oraz Medalu Ernsta od Polskiego Towarzystwa Fizycznego (2017).

## Życiorys

### Badania
Studia na Uniwersytecie Warszawskim ukończył w 2002. Stopień doktorski uzyskał na Wydziale Fizyki UW w 2007 na podstawie rozprawy pt. Calabi-Yau Crystals in Topological String Theory, przygotowanej pod kierunkiem profesorów: Robberta Dijkgraafa z Holandii i Jacka Pawełczyka, co czyni go akademickim potomkiem („wnukiem”) noblisty Gerarda ’t Hoofta. Zagraniczne staże naukowe odbył w: Uniwersytecie Harvarda, Uniwersytecie w Bonn oraz na Uniwersytecie Amsterdamskim. Habilitował się w 2014 na podstawie oceny dorobku naukowego i rozprawy Kwantyzacja i deformacje powierzchni Riemanna w kwantowych teoriach pola i teorii strun. Swoje prace publikował w wielu renomowanych czasopismach.
Wielokrotnie nagradzany i wyróżniany (m.in. nagrodami: Prezesa Rady Ministrów, MNiSW, m.st. Warszawy, Kryształowej Brukselki). Realizował polskie i międzynarodowe projekty naukowe, m.in.: Fundacji na rzecz Nauki Polskiej, MNiSW, Humboldt Research Fellowship, Marie Skłodowska-Curie Fellowship. W 2013 otrzymał prestiżowy grant naukowy (ERC Starting Grant), przyznawany przez Europejską Radę ds. Badań Naukowych (ang. European Research Council, ERC) na realizację projektu „Quantum fields and knot homologies”. 

### Popularyzacja
Sułkowski to koordynator inicjatywy „Zapytaj fizyka”, w ramach której badacze odpowiadają na pytania internautów, a naukowcy – nierzadko wybitni – wygłaszają wykłady popularne. 
Wygłasza własne wystąpienia dla szerszej publiczności, np. w ramach Kawiarni Naukowej Festiwalu Nauki, udziela się w mediach i przestrzeni publicznej.